# 吉岡慈夢
吉岡 慈夢（よしおか じむ、1992年度 - ）は日本で活動するミュージカル俳優および元バレエダンサーである。山梨県山梨市出身。元劇団四季所属。

## 来歴
14歳でバレエを始め、山梨県立甲府東高等学校卒業後に新国立劇場バレエ研究所に入所し、その後正式に新国立劇場バレエ団へ入団しバレエダンサーとして活動していた。2016年に劇団四季随時オーディションに合格に伴い同年7月で新国立劇場バレエ団を退団し、同年9月より劇団四季へ移籍した。2017年3月10日に大阪四季劇場で上演されたキャッツのタンブルブルータス役が四季での初舞台出演となった。2017年にはアンデルセン全国公演に帯同し、地元山梨県での凱旋公演に出演した。2024年12月8日に上演されたキャッツ広島公演でのタンブルブルータス役に出演したのが四季所属としての最終出演となり、同年12月31日付けで9年間在籍した劇団四季を退団した事を2025年1月1日に自身の公式Instagramで発表した。翌1月2日からは演目契約で引き続きキャッツ広島公演でのタンブルブルータス役で客演出演した。2025年3月3日にかつての同僚吉田蓮と共にイベント開催を行った。

## 主な出演作品
- キャッツ（2017年タンブルブルータス、2022年ラム・タム・タガー）
- アンデルセン（2017年アンサンブル6枠、2017年ニールス）
- パリのアメリカ人（2019年アンサンブル1枠、ジェリー・マリガン）
- マンマ・ミーア！（2020年スカイ）
- アラジン（2022年アンサンブル）
- ジーザス・クライスト＝スーパースター(2024年 イスカリオテのユダ)
- メリー・ポピンズ(2026年公演予定アンサンブル）[3]

※括弧内の年は初出演年